# 牛棚 (棒球)

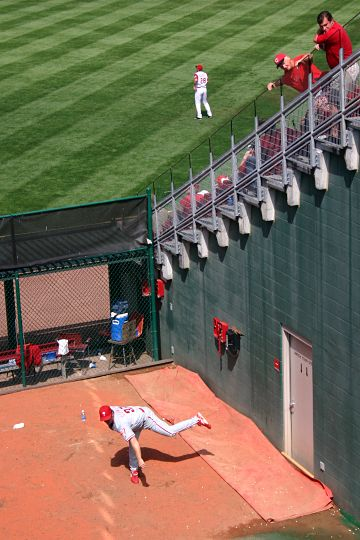
辛辛那提紅人的後援投手在牛棚熱身。

牛棚（英語：Bullpen）是棒球場中投手上場前暖身練投的區域，也被引申用來指稱隊上的後援投手群。

## 簡介與由來
該詞來自於美國職棒大聯盟，是球場邊中繼投手或救援投手登板投球之前熱身的場地。根據球場設計的不同，牛棚的位置也有所不同，有些球場是在內野的界外區旁，也有些是在外野區的圍牆之後。通常先發投手在比賽開始前也會在牛棚作最後的熱身(但在一局下才上場之客隊投手在一局上須隨隊在休息室待命，不得繼續留在牛棚，僅得在休息室外之界外區熱身)。
牛棚的名稱由來最知名的典故是出自於1910年代時，一家名為「Bull Durham」的煙草公司在很多球場的投手練習區上方懸掛著他們的廣告看板。而這家公司在當時提供50美元的獎金給能打到看板的打擊者，另外，若打者在掛有廣告看板的球場擊出全壘打，則可獲得一盒菸草。1910年時，在近150個有Bull Durham看板的球場中，所有看板共被擊中85次，而該公司也發出4,250美元的獎金及超過10,000磅的菸草。而由於投手練習區接近Bull Durham看板及該公司的贊助，加上投手練習區像是圈養家畜的圍欄，久而久之，投手練習區便被稱作為牛棚。

## 牛棚的涵意
1. 投手熱身的區域，通常一座牛棚可以容納二至三名投手練投。
2. 後援投手的通稱，在場上投手有危機時，通常教練會指示牛棚內的投手開始進行熱身，而電視、電台轉播人員也會附上一句『牛棚的牛開始活動了』之類的俏皮語。

## 牛棚的種類

### 場內式牛棚
通常設在球場之內，內野的界外區旁，也是最傳統的牛棚設施，缺點是若有遺漏球的情況，容易讓球滾進場內影響比賽進行；而此類牛棚因屬場內，若出現界外飛球或界內球滾至此區時，則會有互相干擾之情況（若在此接殺仍為有效）。

### 圍圈式牛棚
一些球場為了將牛棚與球場內分離，在球場兩側或外野區的圍牆之後另外設置專區，讓投手能專心練投(若跑入此區接殺則為無效)。

### 室內牛棚
先進一點的球場通常會將牛棚移至球場建築物之內，與球場完全隔離，日本的巨蛋球場大多採這種設計。此外，室內牛棚還會架設電視供牛棚內人員監控比賽情況，也會有電話機可與教練連繫。